# Carol W. Greider
Carol Greider (sinh ngày 15.4.1961) là một nhà sinh học phân tử tại trường Đại học Johns Hopkins. Bà là người đồng phát hiện ra enzym telomerase năm 1984 khi làm việc dưới sự hướng dẫn của Elizabeth Blackburn ở Đại học California tại Berkeley. Việc nghiên cứu tiên phong của Greider là về cấu trúc của các telomere, đầu cuối của các nhiễm sắc thể. Bà đã đoạt giải Nobel Sinh lý và Y khoa năm 2009 cùng với Elizabeth Blackburn và Jack W. Szostak của Đại học Boston, (Massachusetts), cho công trình của họ khám phá ra cách các telomere được bảo vệ khỏi bị sự thu hẹp tăng dần bởi enzym telomerase.

## Cuộc đời và Sự nghiệp
Greider là giáo sư phân viện Daniel Nathans và giám đốc khoa Sinh học phân tử và Di truyền học ở "Viện Khoa học Y sinh học căn bản Johns Hopkins" (Johns Hopkins Institute of Basic Biomedical Sciences).
Greider sinh tại San Diego, California, Hoa Kỳ. Gia đình bà di chuyển từ San Diego tới Davis, California từ nhiều năm trước đây. Bà tốt nghiệp College of Creative Studies ở Đại học California tại Santa Barbara, với bằng cử nhân sinh học năm 1983. Sau đó bà đậu bằng tiến sĩ khoa sinh học phân tử ở Đại học California tại Berkeley năm 1987, dưới sự hướng dẫn của Elizabeth Blackburn. Khi làm việc ở Đại học California tại Berkeley, Greider đã cùng với Elisabeth Blackburn khám phá ra telomerase, một chất hóa học then chốt trong nghiên cứu bệnh ung thư và bệnh thiếu máu.
Sau đó Greider hoàn tất công trình hậu tiến sĩ và đảm nhiệm vịệc nghiên cứu ở Phòng thí nghiệm Cold Spring Harbor, Long Island, New York. Sau đó bà chuyển tới làm việc ở Đại học Johns Hopkins University từ năm 1997 tới nay.

## Giải thưởng và Vinh dự
- Giải quốc tế Quỹ Gairdner (1998)
- Giải Rosenstiel (1999)
- Hội viên Hội Sinh học tế bào Hoa Kỳ (1999)
- Giải Passano (1999)
- Hội viên Viện Hàn lâm Khoa học quốc gia Hoa Kỳ (2003)
- Giải Richard Lounsbery (2003) của Viện Hàn lâm Khoa học quốc gia Hoa Kỳ  ("For her pioneering biochemical and genetic studies of telomerase, the enzyme that maintains the ends of chromosomes in eukaryotic cells.")
- Giải Dickson về Y học (2006)
- Giải Wiley về Khoa học Y sinh học (2006) (chung với Elizabeth Blackburn)
- Giải Albert Lasker cho nghiên cứu Y học cơ bản (2006) (chung với Elizabeth Blackburn và Jack Szostak)
- Giải Louisa Gross Horwitz (2007) (chung với Elizabeth Blackburn và Joseph G. Gall)
- Giải Nobel Sinh lý và Y khoa (2009) (chung với Elizabeth Blackburn và Jack Szostak)"[3]

## Tác phẩm chọn lọc
- Greider, C. W. & Blackburn, E. H. (1985), "Identification of a specific telomere terminal transferase activity in Tetrahymena extracts", Cell, 43 (2 Pt. 1): 405–413
- Greider, C. W. & Blackburn, E. H. (1996), "Telomeres, Telomerase and Cancer", Scientific American: 92–97